# Il viaggio di Arlo
Il viaggio di Arlo (The Good Dinosaur) è un film d'animazione del 2015 diretto da Peter Sohn, realizzato in CGI da Pixar Animation Studios e distribuito da Walt Disney Pictures. 16º lungometraggio della Pixar, il film è stato diretto da Bob Peterson, ideatore della storia, fino all'agosto del 2013, poi sostituito da Sohn.
Il film ha come protagonista un dinosauro timido e giovane di nome Arlo (doppiato da Raymond Ochoa) che incontra un improbabile amico di nome Spot (doppiato da Jack Brigth) mentre viaggia attraverso un paesaggio pericoloso e misterioso per tornare a casa, dopo essere trascinato a valle da un temporale.
Il film è stato presentato in anteprima a Parigi il 10 novembre 2015, mentre è uscito, sia nelle sale statunitensi e italiane il 25 dello stesso anno, preceduto dal cortometraggio Il super team di Sanjay. Il film ha ottenuto recensioni generalmente positive da parte dalla critica per la sua animazione e per i suoi temi, sebbene la sua narrazione non sia stata considerata all'altezza degli standard della Pixar. Ha incassato 332,2 milioni di dollari contro un budget di 175-200 milioni di dollari. Il film ha ricevuto una nomination per il miglior film d'animazione alla 73ª edizione dei Golden Globe.

## Trama
65 milioni di anni fa, nel Cretaceo superiore, un asteroide passa vicino alla Terra senza colpirla, permettendo ai dinosauri di continuare a popolare il pianeta e di evolversi, diventando più intelligenti e trasformandosi in agricoltori e allevatori.
Milioni di anni dopo, una piccola famiglia di apatosauri, composta dal padre Henry, la madre Ida e i loro tre figli Libby la maggiore, Buck il mediano e il piccolo Arlo, vive una tranquilla vita agraria nella fattoria ai piedi del Monte Zanna di Lupo. Nonostante tutti si diano un gran da fare, Arlo è molto impacciato e pauroso di qualunque cosa, persino degli Ornithomimus a cui deve dar da mangiare. Il padre Henry è comunque fiducioso e sa che un giorno Arlo sconfiggerà le sue paure riuscendo a mettere la sua impronta sul silo del granturco, segno che la famiglia utilizza quando un componente raggiunge i propri obiettivi. Proprio per farlo finalmente crescere e realizzare, Henry mette Arlo a guardia del silo del granoturco contro un misterioso parassita che ne divora una parte. Il parassita – che si rivela essere un piccolo cavernicolo – cade nella trappola di Arlo che, però, non ha il coraggio di ucciderlo e ne causa la liberazione. Henry, arrabbiato con Arlo per non aver saputo portare a termine il suo compito, parte alla ricerca del cavernicolo col figlio al seguito in riva ad un fiume durante una tempesta, ma quando Arlo inciampa in una roccia e si ferisce una gamba, si pente di averlo spinto oltre i suoi limiti e decide di tornare indietro. Quando la tempesta peggiora, Henry riesce a spingere in salvo Arlo, ma viene subito dopo travolto da un'ondata di piena del fiume, morendo.
Senza più l'aiuto del padre, Arlo deve darsi da fare di più per aiutare la madre a portare avanti la fattoria prima che inizi l'inverno. Mentre accantona il granturco nel silo, si accorge che il cavernicolo di nuovo se ne sta cibando, lo accusa della morte del padre e lo insegue per tutta la fattoria, finché entrambi non finiscono in un fiume, dove, a causa della forte corrente, Arlo sbatte la testa contro un masso e sviene. Al suo risveglio Arlo si ritrova ormai lontano da casa ed è costretto a sopravvivere da solo per ritrovare la strada del ritorno. Dopo svariati tentativi di sopravvivere, Arlo viene di nuovo trovato dal piccolo cavernicolo che gli offre delle bacche e, mentre lo conduce laddove le aveva trovate, vengono attaccati da un Tetrapodophis, che il giovane cavernicolo riesce a scacciare. Il tutto viene notato da un eccentrico Styracosaurus, che vorrebbe per sé il piccolo cavernicolo in modo che quest'ultimo lo protegga cercando di dargli un nome, ma quando Arlo lo chiama "Spot", il piccolo cavernicolo lo riconosce come il suo vero nome. Dopo aver viaggiato insieme per il resto della giornata e aver preso confidenza l'uno dell'altro, Arlo confida a Spot la mancanza della sua famiglia, mentre Spot fa capire ad Arlo che anche lui è rimasto solo perché i suoi genitori sono morti. Il giorno dopo, una violenta tempesta devasta la terra e Arlo, non ancora ripresosi dalla traumatica esperienza della morte di suo padre, fugge per la paura.
La mattina dopo Arlo ritrova Spot, ma la tempesta li ha disorientati e Arlo chiede aiuto a un gruppo di pterosauri capeggiati dal loro leader Tonitrus, un Nyctosaurus, che con il suo gruppo salva "apparentemente" le piccole creature vittime delle tempeste. In realtà lui e il suo gruppo divorano tutte le creature che trovano e, essendo interessati a mangiare anche Spot, inseguono i due fino ad una radura dove Arlo e Spot vengono salvati da due fratelli Tyrannosaurus di nome Nash e Ramsey, che mettono in fuga il gruppo di Tonitrus. I due T. rex, insieme al loro padre Butch, si dimostrano amichevoli con Arlo e Spot e promettono di ricondurli sulla strada di casa se Spot, grazie al suo fiuto, riuscirà a ritrovare la loro mandria di bisonti giganti. Spot riesce a fiutare la mandria, rubata da alcuni ladri di bestiame, che si rivelano essere un gruppo di Velociraptor, guidati dal loro perfido leader Bubbha. Grazie ai T. rex e al coraggio di Arlo, i ladri di bestiame vengono allontanati. La notte seguente Butch incoraggia Arlo, affermando che la sua naturale paura non lo deve fermare. Il giorno seguente, i T. rex scortano Arlo fino ad un sentiero per il Monte Zanna di Lupo. Lungo la strada Arlo e Spot incontrano un altro uomo delle caverne, ma Arlo, ormai affezionatosi a Spot, prosegue insieme al suo amico.
In seguito, mentre sopraggiunge una nuova tempesta, i due vengono ancora attaccati da Tonitrus e dal suo stormo, che stavolta riesce a catturare e portare via Spot, mentre Arlo viene fatto cadere giù da un precipizio. Rimasto impigliato tra delle liane, Arlo cerca di liberarsi, ma viene colpito da una pietra e sviene. Cercando di riprendersi dalla botta, Arlo vede il padre che lo libera e lo porta via da quel luogo; Arlo però capisce che sta sognando visto che il padre lo ignora e non lascia impronte sul terreno. Gli confessa dunque di come lui si sia affezionato all'umano e di come si penta di averlo accusato della morte del genitore. Henry si gira e sorridente dice ad Arlo che non ha mai dubitato di lui ed è sempre stato fiero di averlo come figlio, dicendogli prima di svanire di andare a salvare il suo nuovo amico. Pieno di determinazione, Arlo si risveglia e, ritrovato Spot, attacca gli pterosauri, che hanno intrappolato il piccolo in un tronco in mezzo a un fiume; con coraggio Arlo batte gli pterosauri facendoli finire in acqua. Tuttavia, una nuova inondazione travolge sia Arlo che Spot e li trascina fino ad una cascata, ma fortunatamente entrambi rimangono illesi.
Ormai vicini a casa, Arlo e Spot vengono raggiunti da una famiglia di uomini primitivi e, sebbene con riluttanza, Arlo decide che per il bene del suo amico, Spot deve stare con i suoi simili, che diventeranno la sua nuova famiglia; dopo un commovente addio i due si separano. Il film termina con Arlo tornato finalmente a casa, senza più paure e accolto a braccia aperte da sua madre e dai suoi fratelli: finalmente Arlo è cresciuto e gli è consentito lasciare l'impronta sul silo, proprio accanto a quella di suo padre.

## Personaggi
- Arlo: il protagonista del film, il membro più giovane di una famiglia di apatosauri. A causa di un incidente, si ritroverà smarrito, e dovrà quindi affrontare un lungo viaggio per tornare a casa. È un gran fifone e tende ad aver paura di tutto, ma dovrà trovare la forza di fronteggiare ogni ostacolo nel suo lungo viaggio. Alla fine del suo viaggio Arlo ha superato finalmente le sue paure, diventando più coraggioso e sicuro di sé.[3][4]
- Spot: il secondo protagonista del film, un cavernicolo di 6-7 anni, che incontrerà Arlo, divenendo suo compagno di viaggio. Al contrario dell'amico dinosauro, Spot è irruento, spavaldo e giocherellone, e si comporta più come un cane che come un essere umano, anche se conserva dei sentimenti umani. All'interno del film non parla ma comunica con abbai e latrati o a gesti. Durante il film rivela che i suoi genitori sono morti e che quindi è orfano, tuttavia alla fine del film viene adottato da una nuova famiglia di uomini delle caverne.[3][4]
- Papo Henry: patriarca della famiglia di Apatosauri e padre di Arlo. È un dinosauro coraggioso e altruista, e ha molta fiducia in suo figlio, sapendo che riuscirà a superare le sue paure. Muore travolto dalle acque in una tempesta[3][4]
- Mami Ida: compagna di Papo e madre dei giovani Apatosauri. È una madre attenta e devota, mantiene l'ordine nella sua famiglia.[3][4]
- Buck: fratello maggiore di Arlo. Irruento, spaccone e molto sicuro di sé, è l'esatto opposto del fratello, che tende a punzecchiare come meglio può, insultandolo anche pesantemente, ma nonostante tutto gli vuole bene.[3]
- Libby: sorella maggiore di Arlo e Buck. Spiritosa, giocherellona e intelligente, tende a giocare scherzi alla sua famiglia, soprattutto a suo fratello Buck.[5]
- Butch: un Tirannosauro robusto e gigantesco, con una vistosa cicatrice sul lato sinistro del muso, infertagli da un coccodrillo, (forse un Deinosuco). Dal temperamento determinato, forte, competitivo, burbero e irascibile, sa anche essere molto protettivo e amichevole, soprattutto con i suoi figli e con Arlo. Insieme ai suoi figli è un allevatore di Bisonti giganti. Come prova del suo combattimento con un coccodrillo gigante, oltre che alla sua vistosa cicatrice, ha anche un dente dello stesso coccodrillo conficcato nella gengiva.[3]
- Ramsey: è la figlia maggiore di Butch, vivace, intelligente e molto femminile. Le manca una parte della coda perché un giorno si incastrò tra delle rocce e per scappare da una mandria di muschiati se la tolse con un morso.[3][4]
- Nash: è il figlio minore di Butch, non particolarmente sveglio e un po' impacciato, ma molto positivo e divertente. Adora punzecchiare e bisticciare con sua sorella. Nash ha una profonda ferita sulla zampa destra posteriore dopo un conflitto con degli "Stegosauri fuorilegge" in cui uno di essi gli conficcò le spine della sua coda nella zampa.[3][4]
- Silvano lo Sciamano: è uno Stiracosauro che vive nella foresta. Come Arlo, nutre paure irragionevoli, e per questo "colleziona" altri animali, che porta sulle sue corna, per farsi proteggere. Tra i suoi animali ci sono: Furia, un saltafango che lo protegge dagli animali che strisciano di notte; Attila, un fennec che lo protegge dagli insetti; Menagramo, un Ceratogaulo che lo protegge dal prefissarsi obbiettivi irraggiungibili; Debbie, un uccellino rosso che gli fa da consigliere.[5]
- Tonitrus (Thunderclap): è un Nictosauro, l'antagonista principale del film e capo di un terribile stormo di vari pterosauri. All'inizio si presenta amichevolmente ad Arlo raccontandogli la sua storia: un tempo anche lui aveva varie paure, ma un giorno venne catturato da una violenta tempesta e lì ricevette una "rielevazione" in cui perse ogni sua paura e si ribattezzò Tonitrus. Lui e il suo stormo salvano "apparentemente" le piccole creature vittime della tempesta, in realtà è solo una copertura per poter mangiare tutte le creature che trovano e "salvano". Ha una sorta di venerazione fanatica per la tempesta. Inoltre è anche uno psicopatico perverso, come dimostra mangiando sotto gli occhi di Arlo una piccola volpe che aveva appena salvato. Alla fine verrà sconfitto, insieme al suo stormo: viene distratto da Arlo mentre Spot lo morde a un'ala forandola e, mentre tenta di volare via, viene colpito da Arlo con un bastone precipitando in acqua e, presumibilmente, annegando.[3]
- Nubifragio: un Caulkicefalo e un membro dello stormo di Tonitrus.[5]
- Tormenta: un Ludodattilo e un membro dello stormo di Tonitrus.[5]
- Bubbha: un Velociraptor e antagonista secondario del film, che con il suo branco è un ladro di bestiame. Ruberà la mandria di Butch, pur essendo incapace di mantenerla per poi essere sconfitto dalla famiglia dei T-rex e da Arlo.[5][6]
- Lurleane: un Velociraptor femmina, compagna di Bubbha e membro del suo branco.[5]
- Pervis: un Velociraptor, è il membro più ingenuo del branco di Bubbha.[5]
- Earl: un Velociraptor, è l'ultimo membro, nonché il più violento, del branco di Bubbha.[5]

## Produzione
Quando venne distribuito un video promozionale per Up chiamato "Up: B-roll" nel 2009, molti fan notarono quattro rappresentazioni nell'ufficio dello scultore Greg Dykstra. La prima immagine era una scultura in argilla di un sauropode e di una persona accanto. Sotto ve ne erano altre due raffiguranti un ragazzo. La quarta, non molto visibile, era un disegno di un altro sauropode. Nel giugno del 2011 fu annunciato che il film sarebbe uscito il 27 novembre 2013. Non molto tempo dopo, la trama, i due registi, il produttore e altri piccoli dettagli furono resi noti al D23 Expo il 20 agosto 2011; Bob Peterson e John Walker avevano annunciato il film come The untitled Pixar movie about Dinosaurs (letteralmente Il film Pixar senza titolo sui Dinosauri), mentre il 24 aprile 2012 la Pixar annunciò che il film si sarebbe intitolato "The Good Dinosaur".
John Lasseter diede dettagli riguardo alla trama del film: "Hanno qualcosa di cartoonesco ma sono dinosauri; non vanno in giro con degli abiti o roba del genere, sono ancora dei dinosauri. Ci siamo concentrati di più sugli erbivori, anziché sui carnivori … La loro società diviene più simile a una agraria, ovvero contadina. Divengono contadini. È una storia molto buffa riguardo a un certo stile di vita che un giovane dinosauro non riesce a far suo, e finisce così con l'iniziare il suo viaggio. Combina un guaio e parte, incontrando quest'altro personaggio, anch'esso un emarginato della propria società, e i due formano un legame che dà inizio a una storia unica." I realizzatori volevano esplorare cosa i dinosauri rappresentino oggi, e come sono rappresentati attraverso stereotipi. Bob Peterson ha dichiarato: "È tempo di fare un film dove puoi conoscere il dinosauro, cosa vuol dire essere un dinosauro ed essere con un dinosauro". Peterson ha rivelato che l'ispirazione per il film è venuta da una visita di quand'era giovane all'Esposizione mondiale di New York del 1964 dove rimase impressionato da alcuni animatroni di dinosauri.
Nell'estate del 2013, regista e produttore sono stati rimossi dal film a causa di problemi con la sceneggiatura. Peterson, che non riusciva a creare il terzo atto del film, era assente al D23 Expo, dove Peter Sohn e la produttrice Denise Ream presentarono alcuni estratti del film. Ed Catmull, presidente della Pixar, ha spiegato: "Tutti i registi si gettano a fondo nelle loro opere. Talvolta hai bisogno di una prospettiva differente per far uscir fuori l'idea. Talvolta i registi […] sono così coinvolti nelle loro idee che ci vuole qualcun altro per finirla." Così Peterson si è dedicato a un altro progetto, sempre alla Pixar, mentre Ream sostituì Walker, che iniziò a lavorare a Tomorrowland - Il mondo di domani. John Lasseter, Lee Unkrich, Mark Andrews e Sohn intervennero temporaneamente per lavorare su certe scene del film. A settembre 2013, "The Good Dinosaur" era stato posticipato dal 30 maggio 2014 al 25 novembre 2015 per "concedere al film un po' più di tempo." Nel novembre 2013, a causa del ritardo, la Pixar ha licenziato 67 dipendenti dalla sua forza lavoro di 1200 persone, e a seguito della chiusura degli studi in Canada un mese prima, quando furono licenziate 80 persone, per concentrare gli sforzi della Pixar nella sede principale. Ad agosto 2014, John Lithgow rivelò in un'intervista che il film era stato smantellato e "completamente reinventato", e che avrebbe dovuto registrare nuovamente i suoi dialoghi il mese successivo, confermando anche che Frances McDormand era ancora nel cast. Nel novembre 2014, fu rivelato che l'iniziale idea dei dinosauri come contadini era stato abbandonata, e che altri elementi erano stati aggiunti, come il fatto che ora l'"antagonista" della pellicola sarebbe stata la Natura vera e propria.
Il 12 giugno 2015 Disney annunciò nuovi membri del cast, paragonando le ragioni di questi cambiamenti a quelli avvenuti in produzioni come Toy Story e Ratatouille. L'unica del cast originale a rimanere è Frances McDormand nel ruolo della madre del protagonista; Lucas Neff è stato sostituito da Raymond Ochoa nella parte del protagonista Arlo e John Lithgow da Jeffrey Wright nella parte del padre del protagonista. I tre fratelli di Arlo, originariamente doppiati da Neil Patrick Harris, Bill Hader e Judy Greer, sono stati completamente eliminati e sostituiti da un unico fratello, Buck, doppiato da Marcus Scribner.

## Colonna sonora
Thomas Newman avrebbe dovuto comporre la colonna sonora, ma a maggio 2015 è stato sostituito da Mychael Danna.

## Scene eliminate
Durante la produzione sono state eliminate o tagliate alcune scene:
- Appena uscito dall'uovo, il piccolo Arlo scopre la sua fattoria ma, allontanatosi troppo, viene attaccato e rapito da un Dimetrodon per poi venire salvato da Henry; questo trauma dà origine alle sue paure;
- Arlo aiuta Papo Henry a costruire il silo per il mais. In questa scena si vede il profondo legame che unisce Arlo e suo padre che, oltre a lavorare, giocano e fanno scherzi al resto della famiglia;
- La famiglia di Apatosauri viene a sapere da un gruppo di Ankylosaurus e Stegosaurus che Henry è morto spazzato via da un'inondazione. Questa doveva essere una scena alternativa alla morte di Henry.

## Accoglienza

### Incassi
Il film ha incassato 123.1 milioni di dollari in Nord America e 209 milioni nel resto del mondo, per un totale di 332.2 milioni di dollari contro un budget di 175-200 milioni. Tuttavia, considerando i costi di marketing, il film ha segnato una perdita per la Pixar di circa 85 milioni di dollari, rendendolo così il primo flop economico della società.

### Critica
Il sito aggregatore di recensioni Rotten Tomatoes riporta che il 76% delle 214 recensioni professionali ha dato un giudizio positivo sul film, con un voto medio di 6,59 su 10. Il consenso critico del sito recita "Il viaggio di Arlo offre un'animazione incredibilmente bella al servizio di una storia degna che, anche se non è del tutto all'altezza degli elevati standard stabiliti dalla Pixar, si aggiunge a un intrattenimento affascinante e adatto alle famiglie." Su Metacritic il film detiene un punteggio di 66 su 100, basato sul parere di 37 critici, indicando "recensioni generalmente favorevoli".

### Edizione italiana
Il doppiaggio italiano e la sonorizzazione sono stati eseguiti dalla Dubbing Brothers Int. Italia. La direzione del doppiaggio e i dialoghi sono a cura di Carlo Valli, con la supervisione di Roberto Morville.

## Riconoscimenti
- 2016 – Golden Globe
  - Candidatura per il miglior film d'animazione
- 2016 - Saturn Award
  - Candidatura per il miglior film di animazione
- 2016 – Satellite Award
  - Candidatura per il miglior film d'animazione o a tecnica mista
- 2016 – Annie Award
  - Migliori effetti animati in un film d'animazione
  - Candidatura per il miglior film d'animazione
  - Candidatura per la miglior animazione dei personaggi in un film d'animazione
  - Candidatura per il miglior character design in un film d'animazione
  - Candidatura per la miglior colonna sonora in un film d'animazione
  - Candidatura per la miglior scenografia in un film d'animazione
  - Candidatura per il miglior storyboarding in un film d'animazione
- 2016 – Critics' Choice Award
  - Candidatura per il miglior film d'animazione
- 2015 – Austin Film Critics Association Award
  - Candidatura per il migliore film d'animazione
- 2015 – Chicago Film Critics Association Awards
  - Candidatura per il miglior film d'animazione
- 2015 – Florida Film Critics Circle Award
  - Candidatura per il miglior film d'animazione
- 2015 – Online Film Critics Society Award
  - Candidatura per il miglior film d'animazione
- 2015 – San Diego Film Critics Society Award
  - Candidatura per il miglior film d'animazione
- 2015 – St. Louis Gateway Film Critics Association Award
  - Candidatura per il miglior film d'animazione
- 2016 – American Cinema Editors Award
  - Candidatura per il miglior montaggio
- 2016 – Black Reel Award
  - Candidatura per la migliore performance vocale
- 2016 – British Academy Children's Award
  - Candidatura per il miglior lungometraggio
- 2016 – Houston Film Critics Society Award
  - Candidatura per il miglior film d'animazione
- 2016 – Golden Reel Award
  - Candidatura per il miglior montaggio sonoro degli effetti sonori
- 2016 – Producers Guild of America Award
  - Candidatura per la miglior produzione di un film d'animazione
- 2016 – Premio Visual Effects Society
  - Migliori effetti visivi in un film d'animazione
  - Miglior simulazione degli effetti in un film d'animazione
  - Candidatura per la migliore performance animata in un film d'animazione
  - Candidatura per il miglior ambiente creato in un film d'animazione
- 2016 – Village Voice Film Poll
  - Candidatura per il miglior film d'animazione